# Reigate (circonscription du Parlement britannique)
Pour la ville, voir Reigate.
Circonscription parlementaire de la Chambre des communes
La circonscription de Reigate est une circonscription parlementaire britannique située dans le Surrey, autour de la ville de Reigate.
Dès le Parlement modèle de 1295, Reigate envoie des représentants au Parlement d'Angleterre. Jusqu'en 1832, elle bénéficie de deux parlementaires. La circonscription est abolie pour corruption en 1868, puis recréée en 1885. Depuis 1997, elle est représentée à la Chambre des communes du Parlement britannique par Crispin Blunt, du Parti conservateur.

## Members of Parliament

### MPs 1295–1660
| Parlement        | Premier membre                                | Second membre                                 |
| ---------------- | --------------------------------------------- | --------------------------------------------- |
| 1386             | John Aubyn                                    | Richard atte Mere                             |
| 1388 (février)   | John Chaunce I                                | Thomas Ballard                                |
| 1388 (septembre) | John Aubyn                                    | William Bone                                  |
| 1390 (janvier)   | John Aubyn                                    | William Bone                                  |
| 1390 (novembre)  |                                               |                                               |
| 1391             | Roger Chaunce I                               | William Bone                                  |
| 1393             | John Aubyn                                    | John Bavell                                   |
| 1394             |                                               |                                               |
| 1395             | John Skinner                                  | John Bavell                                   |
| 1397 (janvier)   | John Skinner                                  | John Bavell                                   |
| 1397 (septembre) | John Skinner                                  | Richard atte Mere                             |
| 1399             | John Skinner                                  | Roger Chaunce I                               |
| 1401             |                                               |                                               |
| 1402             | Richard Turner                                | Thomas Barber                                 |
| 1404 (janvier)   |                                               |                                               |
| 1404 (octobre)   |                                               |                                               |
| 1406             | John Chaunce II                               | John Taylor                                   |
| 1407             | John Chaunce II                               | Thomas Barber                                 |
| 1410             |                                               |                                               |
| 1411             |                                               |                                               |
| 1413 (février)   |                                               |                                               |
| 1413 (mai)       |                                               |                                               |
| 1414 (avril)     |                                               |                                               |
| 1414 (novembre)  | John Skinner                                  | Roger Chaunce II                              |
| 1415             | John Skinner                                  | Walter Wrigge                                 |
| 1416 (mars)      |                                               |                                               |
| 1416 (octobre)   |                                               |                                               |
| 1417             | John Knight                                   | John Chaunce II                               |
| 1419             | John Pope                                     | John Chaunce II                               |
| 1420             | John Pope                                     | John Skinner                                  |
| 1421 (mai)       | John Pope                                     | Walter Urry                                   |
| 1421 (décembre)  | Robert Wanford                                | Roger Chaunce II                              |
| 1432             | Thomas Russell                                |                                               |
| 1510–1523        | Aucun nom connu                               |                                               |
| 1529             | John Skinner I                                | Thomas Michell                                |
| 1536             | ?                                             |                                               |
| 1539             | ?                                             |                                               |
| 1542             | James Skinner                                 | John Skinner II                               |
| 1545             | ?                                             |                                               |
| 1547             | Robert Richers                                | William More                                  |
| 1553 (mars)      | Robert Robotham                               | Henry Fisher                                  |
| 1553 (octobre)   | Sir Thomas Saunders                           | Thomas Ingler                                 |
| 1554 (avril)     | Henry White                                   | Robert Richers                                |
| 1554 (novembre)  | Robert Richers                                | James Skinner                                 |
| 1555             | Thomas Windsor                                | Walter Haddon                                 |
| 1558             | George Elsden                                 | Thomas Banester                               |
| 1559             | William Howard                                | John Skinner                                  |
| 1562/63          | Sir George Howard                             | William Howard                                |
| 1571             | William Howard                                | John Agmondesham I                            |
| 1572             | William Howard                                | John Skinner                                  |
| 1584             | William Howard                                | Edmund Sanders                                |
| 1586             | William Howard                                | Edmund Sanders                                |
| 1588             | Julius Caesar                                 | Thomas Lyfield                                |
| 1593             | William Howard                                | John Trevor                                   |
| 1597             | Sir William Howard                            | Edward Howard                                 |
| 1601             | Edward Howard                                 | John Trevor                                   |
| 1604             | Sir Edward Howard                             | Herbert Pelham                                |
| 1614             | Sir Edward Howard                             | John Suckling                                 |
| 1621             | Thomas Glemham                                | Robert Lewis                                  |
| 1624             | Sir Thomas Bludder                            | Robert Lewis                                  |
| 1625             | Sir Thomas Bludder                            | Sir Roger James                               |
| 1626             | Sir Thomas Bludder                            | Sir William Monson                            |
| 1628             | Charles Cockayne                              | Sir Thomas Bludder                            |
| 1629–1640        | Aucun parlement convoqué                      | Aucun parlement convoqué                      |
| 1640 (avril)     | Edward Thurland                               | Sir Thomas Bludder                            |
| 1640 (novembre)  | William Lord Monson                           | George Evelyn                                 |
| 1645             | William Lord Monson                           | George Evelyn                                 |
| 1648             | William Lord Monson                           | George Evelyn                                 |
| 1653             | Reigate non représenté au Parlement Barebones | Reigate non représenté au Parlement Barebones |
| 1654             | Edward Bysshe                                 | (un siège seulement)                          |
| 1656             | ?John Goodwin                                 | (un siège seulement)                          |
| 1659             | John Hele                                     | Edward Thurland                               |

### MPs 1660–1832
| Année         | 1er Membre | 1er Membre              | 1er Parti           | 2e Membre    | 2e Membre           | 2e Parti |
| ------------- | ---------- | ----------------------- | ------------------- | ------------ | ------------------- | -------- |
| 1660          |            | John Hele               |                     |              | Edward Thurland     |          |
| 1661          |            | Roger James             |                     |              | Edward Thurland     |          |
| 1673          |            | Roger James             | Sir John Werden     |              |                     |          |
| février 1679  |            | Roger James             | Deane Goodwin       |              |                     |          |
| octobre 1679  |            | Roger James             | Ralph Freeman       |              |                     |          |
| 1680          |            | Roger James             | Deane Goodwin       |              |                     |          |
| 1681          |            | Ralph Freeman           | Deane Goodwin       |              |                     |          |
| 1685          |            | Sir John Werden         |                     |              | Sir John Parsons    |          |
| janvier 1689  |            | Roger James             |                     |              | Sir John Parsons    |          |
| mars 1689     |            | Roger James             | Thomas Vincent      |              |                     |          |
| 1690          |            | Sir John Parsons        |                     |              | John Parsons        |          |
| 1698          |            | Stephen Hervey          |                     |              | Edward Thurland     |          |
| 1701          |            | Stephen Hervey          | Sir John Parsons    |              |                     |          |
| 1707          |            | James Cocks             | Sir John Parsons    | Whig         |                     |          |
| 1710          |            | John Ward               | Sir John Parsons    |              |                     |          |
| 1713          |            | James Cocks             | Sir John Parsons    | Whig         |                     |          |
| 1717          |            | James Cocks             | William Jordan      | Whig         |                     |          |
| 1720          |            | James Cocks             | Thomas Jordan       | Whig         |                     |          |
| 1722          |            | James Cocks             | Sir Joseph Jekyll   | Whig         | Whig                |          |
| 1739          |            | James Cocks             | John Hervey         | Whig         |                     |          |
| 1741          |            | James Cocks             | Philip Yorke        | Whig         | Whig                |          |
| juin 1747     |            | Charles Cocks           | Philip Yorke        |              | Whig                |          |
| décembre 1747 |            | Charles Cocks           | Charles Yorke       | Whig         |                     |          |
| 1768          |            | Charles Cocks           | John Yorke          |              |                     |          |
| 1784          |            | William Bellingham      |                     |              | Edward Leeds        |          |
| 1787          |            | William Bellingham      | Reginald Pole-Carew |              |                     |          |
| 1789          |            | Lord Hood               | Reginald Pole-Carew |              |                     |          |
| 1790          |            | John Somers Cocks       |                     |              | Joseph Sydney Yorke | Tory     |
| février 1806  |            | Philip James Cocks      |                     |              | Joseph Sydney Yorke | Tory     |
| novembre 1806 |            | Edward Charles Cocks    | Tory                |              | Vicomte Royston     | Tory     |
| 1808          |            | Edward Charles Cocks    | Tory                | James Cocks  | Tory                |          |
| 1812          |            | John Somers-Cocks       | Tory                | James Cocks  | Tory                |          |
| 1818          |            | Sir Joseph Sydney Yorke | Tory                |              | James Somers Cocks  | Tory     |
| 1823          |            | Sir Joseph Sydney Yorke | Tory                | James Cocks  | Tory                |          |
| avril 1831    |            | Sir Joseph Sydney Yorke | Tory                | Joseph Yorke | Tory                |          |
| juillet 1831  |            | Charles Yorke           | Tory                | Joseph Yorke | Tory                |          |

### MPs 1832–1868
- Représentation réduite à un (1832)

| Élection | Élection                      | Membre                                  | Membre                                 | Parti                                  |
| -------- | ----------------------------- | --------------------------------------- | -------------------------------------- | -------------------------------------- |
|          | 1832                          | John Somers-Cocks                       |                                        | Tory                                   |
|          | 1834                          | John Somers-Cocks                       | Conservateur                           |                                        |
|          | Élection partielle 1841       | Charles Somers-Cocks                    |                                        | Conservateur                           |
|          | 1847                          | Thomas Somers-Cocks                     |                                        | Conservateur                           |
|          | 1857                          | William Hackblock                       |                                        | Independent Liberal,                   |
|          | Élection partielle, fév. 1858 | Henry Rawlinson                         |                                        | Conservateur,                          |
|          | Élection partielle, Oct 1858  | William Monson                          |                                        | Whig,                                  |
|          | 1859                          | William Monson                          | Libéral                                |                                        |
|          | 1863                          | Granville William Gresham Leveson-Gower |                                        | Libéral                                |
| 1868     | 1868                          | Circonscription abolie pour corruption  | Circonscription abolie pour corruption | Circonscription abolie pour corruption |

### MPs depuis 1885
- Circonscription recréée (1885)

| Élection | Élection | Membre               | Membre           | Parti        |
| -------- | -------- | -------------------- | ---------------- | ------------ |
|          | 1885     | Sir Trevor Lawrence  |                  | Conservateur |
|          | 1892     | Henry Cubitt         |                  | Conservateur |
|          | 1906     | Harry Brodie         |                  | Libéral      |
|          | 1910     | Richard Rawson       |                  | Conservateur |
|          | 1917     | Richard Rawson       | National Party   |              |
|          | 1918     | Sir George Cockerill |                  | Unioniste    |
|          | 1931     | Sir Gordon Touche    |                  | Conservateur |
|          | 1950     | John Vaughan-Morgan  |                  | Conservateur |
|          | 1970     | Geoffrey Howe        |                  | Conservateur |
|          | 1974     | Sir George Gardiner  |                  | Conservateur |
|          | 1996     | Sir George Gardiner  | Referendum Party |              |
|          | 1997     | Crispin Blunt        |                  | Conservateur |

## Élections

### Élections dans les années 2010
| Parti         | Parti                | Candidat             | Voix   | %    | ±    |
| ------------- | -------------------- | -------------------- | ------ | ---- | ---- |
|               | Conservateur         | Crispin Blunt        | 28,665 | 53,9 | –3.5 |
|               | Travailliste         | Susan Gregory        | 10,355 | 19,5 | –5.2 |
|               | Libéral Démocrate    | John Vincent         | 10,320 | 19,4 | +8.5 |
|               | Green                | Jonathan Essex       | 3,169  | 6,0  | +1.8 |
|               | UKIP                 | Julia Searle         | 647    | 1,2  | –1.6 |
| Majorité      | Majorité             | Majorité             | 18,310 | 34,4 | +1.7 |
| Participation | Participation        | Participation        | 53,156 | 71,0 | –1.1 |
|               | Conservateur retenir | Conservateur retenir | Swing  | +0.9 |      |

| Parti         | Parti                | Candidat             | Voix   | %    | ±     |
| ------------- | -------------------- | -------------------- | ------ | ---- | ----- |
|               | Conservateur         | Crispin Blunt        | 30,896 | 57,4 | +0.6  |
|               | Travailliste         | Toby Brampton        | 13,282 | 24,7 | +11.9 |
|               | Libéral Démocrate    | Anna Tarrant         | 5,889  | 10,9 | +0.5  |
|               | Green                | Jonathan Essex       | 2,214  | 4,1  | –2.6  |
|               | UKIP                 | Joe Fox              | 1,542  | 2,9  | –10.4 |
| Majorité      | Majorité             | Majorité             | 17,614 | 32,7 | –10.8 |
| Participation | Participation        | Participation        | 53,993 | 72,0 | +2.1  |
|               | Conservateur retenir | Conservateur retenir | Swing  | –5.7 |       |

| Parti         | Parti                | Candidat             | Voix   | %    | ±     |
| ------------- | -------------------- | -------------------- | ------ | ---- | ----- |
|               | Conservateur         | Crispin Blunt        | 29,151 | 56,8 | +3.4  |
|               | UKIP                 | Joe Fox              | 6,817  | 13,3 | +9.1  |
|               | Travailliste         | Ali Aklakul          | 6,578  | 12,8 | +1.5  |
|               | Libéral Démocrate    | Anna Tarrant         | 5,369  | 10,5 | −15.7 |
|               | Green                | Jonathan Essex       | 3,434  | 6,7  | +4.5  |
| Majorité      | Majorité             | Majorité             | 22,334 | 43,5 | +16.3 |
| Participation | Participation        | Participation        | 51,349 | 69,9 | +0.1  |
|               | Conservateur retenir | Conservateur retenir | Swing  |      |       |

| Parti         | Parti                | Candidat             | Voix   | %    | ±     |
| ------------- | -------------------- | -------------------- | ------ | ---- | ----- |
|               | Conservateur         | Crispin Blunt        | 26,688 | 53,4 | +4.8  |
|               | Libéral Démocrate    | Jane Kulka           | 13,097 | 26,2 | +3.1  |
|               | Travailliste         | Robert Hull          | 5,672  | 11,3 | −10.2 |
|               | UKIP                 | Joseph Fox           | 2,089  | 4,2  | −0.3  |
|               | BNP                  | Keith Brown          | 1,345  | 2,7  | N/A   |
|               | Green                | Jonathan Essex       | 1,087  | 2,2  | N/A   |
| Majorité      | Majorité             | Majorité             | 13,591 | 27,2 | +1.4  |
| Participation | Participation        | Participation        | 49,978 | 69,8 | +5.0  |
|               | Conservateur retenir | Conservateur retenir | Swing  | +0.9 |       |

### Élections dans les années 2000
| Parti         | Parti                | Candidat             | Voix   | %    | ±    |
| ------------- | -------------------- | -------------------- | ------ | ---- | ---- |
|               | Conservateur         | Crispin Blunt        | 20,884 | 49,0 | +1.2 |
|               | Libéral Démocrate    | Jane Kulka           | 9,896  | 23,2 | +2.1 |
|               | Travailliste         | Samuel Townend       | 8,896  | 20,9 | −6.6 |
|               | UKIP                 | Jeremy Wraith        | 1,921  | 4,5  | +1.8 |
|               | Démocrates anglais   | Harold Green         | 600    | 1,4  | N/A  |
|               | Indépendant          | Michael Selby        | 408    | 1,0  | N/A  |
| Majorité      | Majorité             | Majorité             | 10,988 | 25,8 | +5.5 |
| Participation | Participation        | Participation        | 42,605 | 64,8 | +4.6 |
|               | Conservateur retenir | Conservateur retenir | Swing  | −0.5 |      |

| Parti         | Parti                | Candidat             | Voix   | %    | ±     |
| ------------- | -------------------- | -------------------- | ------ | ---- | ----- |
|               | Conservateur         | Crispin Blunt        | 18,875 | 47,8 | +4.0  |
|               | Travailliste         | Simon Charleton      | 10,850 | 27,5 | −0.3  |
|               | Libéral Démocrate    | Jane Kulka           | 8,330  | 21,1 | +1.1  |
|               | UKIP                 | Stephen Smith        | 1,062  | 2,7  | +2.1  |
|               | Reform UK            | Harold Green         | 357    | 0,9  | N/A   |
| Majorité      | Majorité             | Majorité             | 8,025  | 20,3 | +4.3  |
| Participation | Participation        | Participation        | 39,474 | 60,2 | −14.2 |
|               | Conservateur retenir | Conservateur retenir | Swing  | +2.2 |       |

### Élections dans les années 1990
| Parti         | Parti                | Candidat             | Voix   | %     | ±     |
| ------------- | -------------------- | -------------------- | ------ | ----- | ----- |
|               | Conservateur         | Crispin Blunt        | 21,123 | 43,8  | −13.7 |
|               | Travailliste         | Andrew Howard        | 13,382 | 27,8  | +10.3 |
|               | Libéral Démocrate    | Peter Samuel         | 9,615  | 20,0  | −4.1  |
|               | Référendum           | George Gardiner      | 3,352  | 7,0   | N/A   |
|               | Indépendant          | Richard Higgs        | 412    | 0,9   | N/A   |
|               | UKIP                 | Stephen Smith        | 290    | 0,6   | N/A   |
| Majorité      | Majorité             | Majorité             | 7,741  | 16,0  | -15.3 |
| Participation | Participation        | Participation        | 48,174 | 74,4  | -4.1  |
|               | Conservateur retenir | Conservateur retenir | Swing  | −12.0 |       |

Cette circonscription a subi des changements de limites entre les élections générales de 1992 et 1997 et, par conséquent, la variation de la part des voix est basée sur un calcul théorique. George Gardiner a changé de parti du Parti conservateur au référendum après sa désélection par l'association conservatrice locale.
| Parti         | Parti                | Candidat             | Voix   | %    | ±    |
| ------------- | -------------------- | -------------------- | ------ | ---- | ---- |
|               | Conservateur         | George Gardiner      | 32,220 | 57,1 | −2.2 |
|               | Libéral Démocrate    | B Newsome            | 14,566 | 25,8 | +1.4 |
|               | Travailliste         | H Young              | 9,150  | 16,2 | +1.9 |
|               | SDP                  | M. Bilcliff          | 513    | 0,9  | +0.9 |
| Majorité      | Majorité             | Majorité             | 17,654 | 31,3 | −3.6 |
| Participation | Participation        | Participation        | 56,449 | 78,5 | +6.0 |
|               | Conservateur retenir | Conservateur retenir | Swing  | −1.8 |      |

### Élections dans les années 1980
| Parti         | Parti                | Candidat             | Voix   | %    | ±    |
| ------------- | -------------------- | -------------------- | ------ | ---- | ---- |
|               | Conservateur         | George Gardiner      | 30,925 | 59,3 | +0.3 |
|               | Social Démocratique  | Elizabeth Pamplin    | 12,752 | 24,4 | −2.5 |
|               | Travailliste         | Robin Spencer        | 7,460  | 14,3 | +2.2 |
|               | Green                | Graham Brand         | 1,026  | 2,0  | 0.0  |
| Majorité      | Majorité             | Majorité             | 18,173 | 34,9 | +2.8 |
| Participation | Participation        | Participation        | 52,163 | 72,5 | −0.4 |
|               | Conservateur retenir | Conservateur retenir | Swing  | +1.4 |      |

| Parti         | Parti                | Candidat             | Voix   | %    | ±    |
| ------------- | -------------------- | -------------------- | ------ | ---- | ---- |
|               | Conservateur         | George Gardiner      | 29,932 | 59,0 |      |
|               | Social Démocratique  | Elizabeth Pamplin    | 13,625 | 26,9 |      |
|               | Travailliste         | Bryan A. Symons      | 6,114  | 12,1 |      |
|               | Ecologie             | David R. Newell      | 1,029  | 2,0  |      |
| Majorité      | Majorité             | Majorité             | 16,307 | 32,1 | -5.6 |
| Participation | Participation        | Participation        | 50,700 | 72,1 |      |
|               | Conservateur retenir | Conservateur retenir | Swing  |      |      |

### Élections dans les années 1970
| Parti         | Parti                | Candidat             | Voix   | %    | ± |
| ------------- | -------------------- | -------------------- | ------ | ---- | - |
|               | Conservateur         | George Gardiner      | 33,767 | 59,8 |   |
|               | Travailliste         | N. Grant             | 12,454 | 22,1 |   |
|               | Liberal              | J. Speyer            | 10,257 | 18,2 |   |
| Majorité      | Majorité             | Majorité             | 21,313 | 37,7 |   |
| Participation | Participation        | Participation        | 56,478 | 78,2 |   |
|               | Conservateur retenir | Conservateur retenir | Swing  |      |   |

| Parti         | Parti                | Candidat             | Voix   | %     | ± |
| ------------- | -------------------- | -------------------- | ------ | ----- | - |
|               | Conservateur         | George Gardiner      | 27,769 | 50,70 |   |
|               | Travailliste         | MG Ormerod           | 14,185 | 25,90 |   |
|               | Liberal              | AC Bryan             | 12,554 | 22,92 |   |
|               | People Power         | Mervyn Taggart       | 266    | 0,49  |   |
| Majorité      | Majorité             | Majorité             | 13,584 | 24,80 |   |
| Participation | Participation        | Participation        |        | 75,30 |   |
|               | Conservateur retenir | Conservateur retenir | Swing  |       |   |

| Parti         | Parti                | Candidat             | Voix   | %     | ± |
| ------------- | -------------------- | -------------------- | ------ | ----- | - |
|               | Conservateur         | George Gardiner      | 30,131 | 50,22 |   |
|               | Liberal              | AC Bryan             | 16,071 | 26,78 |   |
|               | Travailliste         | MG Ormerod           | 13,547 | 22,58 |   |
|               | Independent Democrat | Mervyn Taggart       | 254    | 0,42  |   |
| Majorité      | Majorité             | Majorité             | 14,060 | 23,43 |   |
| Participation | Participation        | Participation        |        | 83,34 |   |
|               | Conservateur retenir | Conservateur retenir | Swing  |       |   |

| Parti         | Parti                | Candidat             | Voix   | %     | ± |
| ------------- | -------------------- | -------------------- | ------ | ----- | - |
|               | Conservateur         | Geoffrey Howe        | 28,462 | 53,86 |   |
|               | Travailliste         | Michael P Farley     | 15,433 | 29,20 |   |
|               | Liberal              | Kenneth Vaus         | 8,952  | 16,94 |   |
| Majorité      | Majorité             | Majorité             | 13,029 | 24,65 |   |
| Participation | Participation        | Participation        | 52,847 | 73,88 |   |
|               | Conservateur retenir | Conservateur retenir | Swing  |       |   |

### Élections dans les années 1960
| Parti         | Parti                | Candidat                    | Voix   | %     | ± |
| ------------- | -------------------- | --------------------------- | ------ | ----- | - |
|               | Conservateur         | John Vaughan-Morgan         | 24,163 | 47,37 |   |
|               | Travailliste         | John Edward Anthony Samuels | 16,649 | 32,64 |   |
|               | Liberal              | Anthony A Stowell           | 10,197 | 19,99 |   |
| Majorité      | Majorité             | Majorité                    | 7,514  | 14,73 |   |
| Participation | Participation        | Participation               | 51,009 | 80,09 |   |
|               | Conservateur retenir | Conservateur retenir        | Swing  |       |   |

| Parti         | Parti                | Candidat             | Voix   | %     | ± |
| ------------- | -------------------- | -------------------- | ------ | ----- | - |
|               | Conservateur         | John Vaughan-Morgan  | 24,380 | 48,35 |   |
|               | Travailliste         | Charles Garnsworthy  | 14,991 | 29,73 |   |
|               | Liberal              | Anthony A Stowell    | 11,058 | 21,93 |   |
| Majorité      | Majorité             | Majorité             | 9,389  | 18,62 |   |
| Participation | Participation        | Participation        | 50,429 | 79,74 |   |
|               | Conservateur retenir | Conservateur retenir | Swing  |       |   |

### Élections dans les années 1950
| Parti         | Parti                | Candidat             | Voix   | %     | ± |
| ------------- | -------------------- | -------------------- | ------ | ----- | - |
|               | Conservateur         | John Vaughan-Morgan  | 26,966 | 54,34 |   |
|               | Travailliste         | Charles Garnsworthy  | 14,465 | 29,14 |   |
|               | Liberal              | Agnes H Scott        | 8,205  | 16,53 |   |
| Majorité      | Majorité             | Majorité             | 12,501 | 25,19 |   |
| Participation | Participation        | Participation        | 49,636 | 82,36 |   |
|               | Conservateur retenir | Conservateur retenir | Swing  |       |   |

| Parti         | Parti                | Candidat             | Voix   | %     | ± |
| ------------- | -------------------- | -------------------- | ------ | ----- | - |
|               | Conservateur         | John Vaughan-Morgan  | 27,210 | 61,68 |   |
|               | Travailliste Co-op   | Charles Garnsworthy  | 16,903 | 38,32 |   |
| Majorité      | Majorité             | Majorité             | 10,307 | 23,36 |   |
| Participation | Participation        | Participation        | 44,113 | 78,75 |   |
|               | Conservateur retenir | Conservateur retenir | Swing  |       |   |

| Parti         | Parti                | Candidat             | Voix   | %     | ± |
| ------------- | -------------------- | -------------------- | ------ | ----- | - |
|               | Conservateur         | John Vaughan-Morgan  | 24,137 | 55,92 |   |
|               | Travailliste Co-op   | Charles Garnsworthy  | 14,287 | 33,10 |   |
|               | Liberal              | Allan Stanley Batham | 4,740  | 10,98 |   |
| Majorité      | Majorité             | Majorité             | 9,850  | 22,82 |   |
| Participation | Participation        | Participation        |        | 83,34 |   |
|               | Conservateur retenir | Conservateur retenir | Swing  |       |   |

| Parti         | Parti                | Candidat             | Voix   | %     | ± |
| ------------- | -------------------- | -------------------- | ------ | ----- | - |
|               | Conservateur         | John Vaughan-Morgan  | 23,027 | 53,66 |   |
|               | Travailliste Co-op   | Charles Garnsworthy  | 13,931 | 32,46 |   |
|               | Liberal              | Allan Stanley Batham | 5,953  | 13,87 |   |
| Majorité      | Majorité             | Majorité             | 9,096  | 21,20 |   |
| Participation | Participation        | Participation        |        | 85,12 |   |
|               | Conservateur retenir | Conservateur retenir | Swing  |       |   |

### Élections dans les années 1940
| Parti         | Parti                | Candidat             | Voix   | %     | ± |
| ------------- | -------------------- | -------------------- | ------ | ----- | - |
|               | Conservateur         | Gordon Touche        | 27,419 | 57,07 |   |
|               | Travailliste         | Charles Garnsworthy  | 20,623 | 42,93 |   |
| Majorité      | Majorité             | Majorité             | 6,796  | 14,15 |   |
| Participation | Participation        | Participation        |        | 72,92 |   |
|               | Conservateur retenir | Conservateur retenir | Swing  |       |   |

### Élections dans les années 1930
| Parti         | Parti                | Candidat             | Voix   | %     | ± |
| ------------- | -------------------- | -------------------- | ------ | ----- | - |
|               | Conservateur         | Gordon Touche        | 30,341 | 73,84 |   |
|               | Travailliste         | Leonard Lewis        | 10,748 | 26,16 |   |
| Majorité      | Majorité             | Majorité             | 19,593 | 47,68 |   |
| Participation | Participation        | Participation        |        | 69,90 |   |
|               | Conservateur retenir | Conservateur retenir | Swing  |       |   |

| Parti         | Parti                | Candidat             | Voix   | %     | ± |
| ------------- | -------------------- | -------------------- | ------ | ----- | - |
|               | Conservateur         | Gordon Touche        | 33,934 | 82,75 |   |
|               | Travailliste         | Percy Collick        | 7,076  | 17,25 |   |
| Majorité      | Majorité             | Majorité             | 26,858 | 65,50 |   |
| Participation | Participation        | Participation        | 41,010 | 75,14 |   |
|               | Conservateur retenir | Conservateur retenir | Swing  |       |   |

### Élections dans les années 1920
| Parti              | Parti              | Candidat             | Voix   | %    | ±     |
| ------------------ | ------------------ | -------------------- | ------ | ---- | ----- |
|                    | Unioniste          | George K. Cockerill  | 20,851 | 54,3 | −22.3 |
|                    | Liberal            | Harold James Hamblen | 9,532  | 24,8 | N/A   |
|                    | Travailliste       | Percy Collick        | 8,012  | 20,9 | −2.5  |
| Majorité           | Majorité           | Majorité             | 11,319 | 29,5 | −23.7 |
| Participation      | Participation      | Participation        | 38,395 | 74,8 | +0.8  |
| Registre électeurs | Registre électeurs | Registre électeurs   | 51,314 |      |       |
|                    | Unioniste retenir  | Unioniste retenir    | Swing  | −9.9 |       |

| Parti              | Parti              | Candidat            | Voix   | %    | ±   |
| ------------------ | ------------------ | ------------------- | ------ | ---- | --- |
|                    | Unioniste          | George K. Cockerill | 19,877 | 76,6 | N/A |
|                    | Travailliste       | William Graham      | 6,061  | 23,4 | N/A |
| Majorité           | Majorité           | Majorité            | 13,816 | 53,2 | N/A |
| Participation      | Participation      | Participation       | 25,938 | 74,0 | N/A |
| Registre électeurs | Registre électeurs | Registre électeurs  | 35,070 |      |     |
|                    | Unioniste retenir  | Unioniste retenir   | Swing  | N/A  |     |

| Parti | Parti          | Candidat            | Voix            | %               | ±               |
| ----- | -------------- | ------------------- | --------------- | --------------- | --------------- |
|       | Unioniste      | George K. Cockerill | Sans opposition | Sans opposition | Sans opposition |
|       | Unioniste hold |                     |                 |                 |                 |

| Parti | Parti          | Candidat            | Voix            | %               | ±               |
| ----- | -------------- | ------------------- | --------------- | --------------- | --------------- |
|       | Unioniste      | George K. Cockerill | Sans opposition | Sans opposition | Sans opposition |
|       | Unioniste hold |                     |                 |                 |                 |

## Résultats élection 1885-1918

### Élections dans les années 1880
| Parti              | Parti                                  | Candidat           | Voix  | %    | ±   |
| ------------------ | -------------------------------------- | ------------------ | ----- | ---- | --- |
|                    | Conservateur                           | Trevor Lawrence    | 4,726 | 63,1 | N/A |
|                    | Liberal                                | Alfred Carpenter   | 2,762 | 36,9 | N/A |
| Majorité           | Majorité                               | Majorité           | 1,964 | 26,2 | N/A |
| Participation      | Participation                          | Participation      | 7,488 | 78,8 | N/A |
| Registre électeurs | Registre électeurs                     | Registre électeurs | 9,500 |      |     |
|                    | Conservateur vainqueur (nouveau siège) |                    |       |      |     |

| Parti | Parti             | Candidat        | Voix            | %               | ±               |
| ----- | ----------------- | --------------- | --------------- | --------------- | --------------- |
|       | Conservateur      | Trevor Lawrence | Sans opposition | Sans opposition | Sans opposition |
|       | Conservateur hold |                 |                 |                 |                 |

### Élections dans les années 1890
| Parti              | Parti                | Candidat              | Voix   | %    | ±   |
| ------------------ | -------------------- | --------------------- | ------ | ---- | --- |
|                    | Conservateur         | Henry Cubitt          | 4,786  | 60,7 | N/A |
|                    | Liberal              | Francis Edward Barnes | 3,097  | 39,3 | N/A |
| Majorité           | Majorité             | Majorité              | 1,689  | 21,4 | N/A |
| Participation      | Participation        | Participation         | 7,883  | 71,1 | N/A |
| Registre électeurs | Registre électeurs   | Registre électeurs    | 11,081 |      |     |
|                    | Conservateur retenir | Conservateur retenir  | Swing  | N/A  |     |

| Parti | Parti             | Candidat     | Voix            | %               | ±               |
| ----- | ----------------- | ------------ | --------------- | --------------- | --------------- |
|       | Conservateur      | Henry Cubitt | Sans opposition | Sans opposition | Sans opposition |
|       | Conservateur hold |              |                 |                 |                 |

### Élections dans les années 1900
| Parti | Parti             | Candidat     | Voix            | %               | ±               |
| ----- | ----------------- | ------------ | --------------- | --------------- | --------------- |
|       | Conservateur      | Henry Cubitt | Sans opposition | Sans opposition | Sans opposition |
|       | Conservateur hold |              |                 |                 |                 |

| Parti              | Parti                              | Candidat                           | Voix   | %    | ±   |
| ------------------ | ---------------------------------- | ---------------------------------- | ------ | ---- | --- |
|                    | Liberal                            | Harry Cunningham Brodie            | 6,067  | 50,9 | N/A |
|                    | Conservateur                       | Richard Hamilton Rawson            | 5,848  | 49,1 | N/A |
| Majorité           | Majorité                           | Majorité                           | 219    | 1,8  | N/A |
| Participation      | Participation                      | Participation                      | 11,915 | 86,2 | N/A |
| Registre électeurs | Registre électeurs                 | Registre électeurs                 | 13,817 |      |     |
|                    | Liberal vainqueur sur Conservateur | Liberal vainqueur sur Conservateur | Swing  | N/A  |     |

### Élections dans les années 1910
| Parti              | Parti                              | Candidat                           | Voix   | %     | ±     |
| ------------------ | ---------------------------------- | ---------------------------------- | ------ | ----- | ----- |
|                    | Conservateur                       | Richard Hamilton Rawson            | 8,339  | 59,3  | +10.2 |
|                    | Liberal                            | Harry Cunningham Brodie            | 5,715  | 40,7  | −10.2 |
| Majorité           | Majorité                           | Majorité                           | 2,624  | 18,6  | N/A   |
| Participation      | Participation                      | Participation                      | 14,054 | 89,9  | +3.7  |
| Registre électeurs | Registre électeurs                 | Registre électeurs                 | 15,636 |       |       |
|                    | Conservateur vainqueur sur Liberal | Conservateur vainqueur sur Liberal | Swing  | +10.2 |       |

| Parti              | Parti                | Candidat                | Voix   | %    | ±    |
| ------------------ | -------------------- | ----------------------- | ------ | ---- | ---- |
|                    | Conservateur         | Richard Hamilton Rawson | 7,710  | 59,7 | +0.4 |
|                    | Liberal              | Herbert Walter Goldberg | 5,194  | 40,3 | −0.4 |
| Majorité           | Majorité             | Majorité                | 2,516  | 19,4 | +0.8 |
| Participation      | Participation        | Participation           | 10,226 | 82,5 | −7.4 |
| Registre électeurs | Registre électeurs   | Registre électeurs      | 15,636 |      |      |
|                    | Conservateur retenir | Conservateur retenir    | Swing  | +0.4 |      |

Élection générale 1914/15:
Une autre élection générale devait avoir lieu avant la fin de 1915. Les partis politiques préparaient une élection et, en juillet 1914, les candidats suivants avaient été sélectionnés;
- Unioniste: Richard Hamilton Rawson
- Libéral:

| Parti                                                 | Parti          | Candidat            | Voix            | %               | ±               |
| ----------------------------------------------------- | -------------- | ------------------- | --------------- | --------------- | --------------- |
| C                                                     | Unioniste      | George K. Cockerill | Sans opposition | Sans opposition | Sans opposition |
|                                                       | Unioniste hold |                     |                 |                 |                 |
| C candidat approuvé par le gouvernement de coalition. |                |                     |                 |                 |                 |

## Résultats élection 1832-1868

### Élections dans les années 1830
| Parti              | Parti              | Candidat           | Votes | %     |
| ------------------ | ------------------ | ------------------ | ----- | ----- |
|                    | Tory               | John Somers-Cocks  | 101   | 100,0 |
|                    | Whig               | George Canning     | 0     | 0,0   |
| Majorité           | Majorité           | Majorité           | 101   | 100,0 |
| Participation      | Participation      | Participation      | 101   | 66,4  |
| Registre électeurs | Registre électeurs | Registre électeurs | 152   |       |
|                    | Tory hold          |                    |       |       |

| Parti              | Parti                | Candidat             | Voix  | %     | ±     |
| ------------------ | -------------------- | -------------------- | ----- | ----- | ----- |
|                    | Conservateur         | John Somers-Cocks    | 85    | 85,9  | −14.1 |
|                    | Radical              | John Moore           | 14    | 14,1  | N/A   |
| Majorité           | Majorité             | Majorité             | 71    | 71,7  | N/A   |
| Participation      | Participation        | Participation        | 99    | 60,0  | −6.4  |
| Registre électeurs | Registre électeurs   | Registre électeurs   | 165   |       |       |
|                    | Conservateur retenir | Conservateur retenir | Swing | −14.1 |       |

| Parti              | Parti              | Candidat           | Votes           | %               |                 |
| ------------------ | ------------------ | ------------------ | --------------- | --------------- | --------------- |
|                    | Conservateur       | John Somers-Cocks  | Sans opposition | Sans opposition | Sans opposition |
| Registre électeurs | Registre électeurs | Registre électeurs | 205             |                 |                 |
|                    | Conservateur hold  |                    |                 |                 |                 |

### Élections dans les années 1840
Somers-Cocks a succédé à la pairie, devenant le 2e comte Somers et provoquant une élection partielle.
| Parti              | Parti              | Candidat             | Voix            | %               | ±               |
| ------------------ | ------------------ | -------------------- | --------------- | --------------- | --------------- |
|                    | Conservateur       | Charles Somers-Cocks | Sans opposition | Sans opposition | Sans opposition |
| Registre électeurs | Registre électeurs | Registre électeurs   | 197             |                 |                 |
|                    | Conservateur hold  |                      |                 |                 |                 |

| Parti              | Parti                | Candidat             | Voix  | %    | ±   |
| ------------------ | -------------------- | -------------------- | ----- | ---- | --- |
|                    | Conservateur         | Charles Somers-Cocks | 106   | 92,2 | N/A |
|                    | Chartiste            | James Bedford        | 9     | 7,8  | N/A |
| Majorité           | Majorité             | Majorité             | 97    | 84,3 | N/A |
| Participation      | Participation        | Participation        | 115   | 57,8 | N/A |
| Registre électeurs | Registre électeurs   | Registre électeurs   | 199   |      |     |
|                    | Conservateur retenir | Conservateur retenir | Swing | N/A  |     |

| Parti              | Parti              | Candidat            | Voix            | %               | ±               |
| ------------------ | ------------------ | ------------------- | --------------- | --------------- | --------------- |
|                    | Conservateur       | Thomas Somers-Cocks | Sans opposition | Sans opposition | Sans opposition |
| Registre électeurs | Registre électeurs | Registre électeurs  | 182             |                 |                 |
|                    | Conservateur hold  |                     |                 |                 |                 |

### Élections dans les années 1850
| Parti              | Parti                | Candidat                    | Voix  | %    | ±   |
| ------------------ | -------------------- | --------------------------- | ----- | ---- | --- |
|                    | Conservateur         | Thomas Somers-Cocks         | 100   | 56,8 | N/A |
|                    | Whig                 | Hillebrant Meredith Parratt | 76    | 43,2 | N/A |
| Majorité           | Majorité             | Majorité                    | 24    | 13,6 | N/A |
| Participation      | Participation        | Participation               | 176   | 77,2 | N/A |
| Registre électeurs | Registre électeurs   | Registre électeurs          | 228   |      |     |
|                    | Conservateur retenir | Conservateur retenir        | Swing | N/A  |     |

| Parti              | Parti                                          | Candidat                                       | Voix  | %    | ±     |
| ------------------ | ---------------------------------------------- | ---------------------------------------------- | ----- | ---- | ----- |
|                    | Libéral indépendant                            | William Hackblock                              | 228   | 64,2 | N/A   |
|                    | Conservateur                                   | Henry Rawlinson                                | 127   | 35,8 | −21.0 |
| Majorité           | Majorité                                       | Majorité                                       | 101   | 28,5 | N/A   |
| Participation      | Participation                                  | Participation                                  | 355   | 80,3 | +3.1  |
| Registre électeurs | Registre électeurs                             | Registre électeurs                             | 442   |      |       |
|                    | Libéral indépendant vainqueur sur Conservateur | Libéral indépendant vainqueur sur Conservateur | Swing | N/A  |       |

La mort de Hackblock a provoqué une élection partielle.
| Parti              | Parti                                          | Candidat                                       | Voix  | %    | ±     |
| ------------------ | ---------------------------------------------- | ---------------------------------------------- | ----- | ---- | ----- |
|                    | Conservateur                                   | Henry Rawlinson                                | 212   | 50,1 | +14.3 |
|                    | Radical                                        | Frederick Doulton,                             | 116   | 27,4 | N/A   |
|                    | Whig                                           | William Monson                                 | 95    | 22,5 | N/A   |
| Majorité           | Majorité                                       | Majorité                                       | 96    | 22,7 | N/A   |
| Participation      | Participation                                  | Participation                                  | 423   | 95,7 | +15.4 |
| Registre électeurs | Registre électeurs                             | Registre électeurs                             | 442   |      |       |
|                    | Conservateur vainqueur sur Libéral indépendant | Conservateur vainqueur sur Libéral indépendant | Swing | N/A  |       |

Rawlinson a été nommé membre du Conseil de l'Inde, nécessitant une élection partielle
| Parti              | Parti                                  | Candidat                               | Voix  | %    | ±     |
| ------------------ | -------------------------------------- | -------------------------------------- | ----- | ---- | ----- |
|                    | Whig                                   | William Monson                         | 225   | 51,7 | N/A   |
|                    | Radical                                | William Arthur Wilkinson               | 210   | 48,3 | N/A   |
| Majorité           | Majorité                               | Majorité                               | 15    | 3,4  | N/A   |
| Participation      | Participation                          | Participation                          | 435   | 98,4 | +18.1 |
| Registre électeurs | Registre électeurs                     | Registre électeurs                     | 442   |      |       |
|                    | Whig vainqueur sur Libéral indépendant | Whig vainqueur sur Libéral indépendant | Swing | N/A  |       |

| Parti              | Parti                                     | Candidat                                  | Voix  | %    | ±    |
| ------------------ | ----------------------------------------- | ----------------------------------------- | ----- | ---- | ---- |
|                    | Liberal                                   | William Monson                            | 260   | 61,8 | N/A  |
|                    | Liberal                                   | William Arthur Wilkinson                  | 161   | 38,2 | N/A  |
| Majorité           | Majorité                                  | Majorité                                  | 99    | 23,5 | N/A  |
| Participation      | Participation                             | Participation                             | 421   | 76,8 | −3.5 |
| Registre électeurs | Registre électeurs                        | Registre électeurs                        | 548   |      |      |
|                    | Liberal vainqueur sur Libéral indépendant | Liberal vainqueur sur Libéral indépendant | Swing | N/A  |      |

### Élections dans les années 1860
Monson a succédé à la pairie, devenant Lord Monson et provoquant une élection partielle..
| Parti              | Parti              | Candidat                                | Voix  | %    | ±     |
| ------------------ | ------------------ | --------------------------------------- | ----- | ---- | ----- |
|                    | Liberal            | Granville William Gresham Leveson-Gower | 346   | 51,0 | N/A   |
|                    | Liberal            | William Arthur Wilkinson                | 333   | 49,0 | +10.8 |
| Majorité           | Majorité           | Majorité                                | 13    | 1,9  | −21.6 |
| Participation      | Participation      | Participation                           | 679   | 92,1 | +15.3 |
| Registre électeurs | Registre électeurs | Registre électeurs                      | 737   |      |       |
|                    | Liberal retenir    | Liberal retenir                         | Swing | N/A  |       |

| Parti              | Parti              | Candidat                                | Voix  | %    | ±    |
| ------------------ | ------------------ | --------------------------------------- | ----- | ---- | ---- |
|                    | Liberal            | Granville William Gresham Leveson-Gower | 473   | 62,2 | N/A  |
|                    | Liberal            | Edmund Monson                           | 276   | 36,3 | N/A  |
|                    | Conservateur       | George Gibson Richardson                | 11    | 1,4  | N/A  |
| Majorité           | Majorité           | Majorité                                | 197   | 25,9 | +2.4 |
| Participation      | Participation      | Participation                           | 760   | 82,6 | +5.8 |
| Registre électeurs | Registre électeurs | Registre électeurs                      | 920   |      |      |
|                    | Liberal retenir    | Liberal retenir                         | Swing | N/A  |      |

## Pre-1832 résultats élection

### Élections dans les années 1830
| Parti | Parti     | Candidat            | Votes           | %               |                 |
| ----- | --------- | ------------------- | --------------- | --------------- | --------------- |
|       | Tory      | Joseph Sydney Yorke | Sans opposition | Sans opposition | Sans opposition |
|       | Tory      | James Cocks         | Sans opposition | Sans opposition | Sans opposition |
|       | Tory hold |                     |                 |                 |                 |
|       | Tory hold |                     |                 |                 |                 |

| Parti              | Parti              | Candidat            | Votes           | %               |                 |
| ------------------ | ------------------ | ------------------- | --------------- | --------------- | --------------- |
|                    | Tory               | Joseph Sydney Yorke | Sans opposition | Sans opposition | Sans opposition |
|                    | Tory               | Joseph Yorke        | Sans opposition | Sans opposition | Sans opposition |
| Registre électeurs | Registre électeurs | Registre électeurs  | 59              |                 |                 |
|                    | Tory hold          |                     |                 |                 |                 |
|                    | Tory hold          |                     |                 |                 |                 |

La mort de Joseph Sydney Yorke a provoqué une élection partielle.
| Parti              | Parti              | Candidat           | Votes           | %               |                 |
| ------------------ | ------------------ | ------------------ | --------------- | --------------- | --------------- |
|                    | Tory               | Charles Yorke      | Sans opposition | Sans opposition | Sans opposition |
| Registre électeurs | Registre électeurs | Registre électeurs | 59              |                 |                 |
|                    | Tory hold          |                    |                 |                 |                 |

Charles Yorke a démissionné afin de contester une Élection partielle au  Cambridgeshire, provoquant une élection partielle. Il a échoué et c'est de nouveau représenté à Reigate.
| Parti              | Parti              | Candidat           | Votes           | %               |                 |
| ------------------ | ------------------ | ------------------ | --------------- | --------------- | --------------- |
|                    | Tory               | Charles Yorke      | Sans opposition | Sans opposition | Sans opposition |
| Registre électeurs | Registre électeurs | Registre électeurs | 59              |                 |                 |
|                    | Tory hold          |                    |                 |                 |                 |

## Sources
- (en) FWS Craig, British parliamentary election results 1832–1885, Chichester, Parliamentary Research Services, 1989, 2e éd. (1re éd. 1977), 746 p. (ISBN 0-900178-26-4), p. 252
- (en) FWS Craig, British parliamentary election results 1885–1918, Chichester, Parliamentary Research Services, 1989, 2e éd. (1re éd. 1974), 780 p. (ISBN 0-900178-27-2), p. 400
- FWS Craig, British parliamentary election results 1918–1949, Chichester, Parliamentary Research Services, 1983, 3e éd. (1re éd. 1969) (ISBN 0-900178-06-X), p. 479
- Election 2010 - Reigate BBC News
- Reigate Election 2005 - Reigate BBC News
- Vote 2001 - Reigate BBC News
- Résultats élections, 1997 - 2001 Election Demon
- Résultats élections, 1983 - 1992 Election Demon